# Cattedrale di San Canuto
La cattedrale di San Canuto (in danese Odense Domkirke o Sct. Knuds Kirke) è la cattedrale luterana di Odense, in Danimarca, e sede della diocesi di Fionia.

## Storia
La chiesa è chiamata così in onore del re danese Canuto il Santo (Danese: Knud den Hellige). Fuggendo da una forza di ribellione, il re si rifugiò dentro la chiesa di Sant'Albano, una chiesa di legno a Odense.
Tuttavia i ribelli, che non volevano lasciarlo fuggire, lo uccisero dentro la chiesa. La leggenda dice che morì inginocchiandosi davanti all'altare, pregando, ma dall'esame delle sue ossa, che possono ancora essere viste, è possibile ricostruire una storia differente: il re Canuto fu trafitto nell'addome da una lancia mentre stava in piedi fronteggiando il suo attaccante e molto probabilmente venne ucciso da un colpo alla testa che gli fratturò il cranio.
Essendo stato ucciso in una chiesa da ribelli, fu dichiarato santo nel 1101, più per ragioni politiche e contro i desideri del suo successore e fratellastro, Olaf I.
La cattedrale di San Canuto venne costruita in memoria di ciò, sebbene non sorga sullo stesso posto esatto della chiesa originale. Le parti più antiche della cattedrale risalgono al Trecento.